# Usama ibn Zayd
Usāma ibn Zayd al-Kalbī al-Quḍāʿī, Abū Muḥammad (in arabo أسامة بن زيد‎?; La Mecca, 614 – al-Jurf, 674) è stato un Sahaba, figlio di due Ṣaḥāba, nonché nipote adottivo di fatto di Maometto.
Usāma ibn Zayd (chiamato anche Osāma b. Zayd) è stato il figlio di Zayd b. Ḥāritha, lo schiavo dei Banu Kalb di Maometto, affrancato e poi adottato da lui. 

La madre di Usāma fu l'abissina Baraka Umm Ayman, dalla quale prese l'incarnato.

## Biografia

### Gioventù
A causa della status del padre, figlio adottivo del Profeta, e dell'intimità con Maometto di sua madre Umm Ayman (che era stata sua balia asciutta), Usāma fu considerato nipote del Profeta e da lui fu infatti amato come un nipote di sangue, al pari dei nipoti che gli aveva generato sua figlia Fāṭima - al-Ḥasan e al-Ḥusayn -, tanto da essere chiamato dallo stesso Maometto Ḥibb b. Ḥibb Rasūl Allāh ("Amore, figlio dell'amore dell'Inviato di Dio").
Durante la sua gioventù, Maometto indossò un costoso thawb (il lungo vestito che indossavano gli uomini musulmani). Dopo averla indossata una volta nella preghiera del venerdì (Jumūʿa), egli la donò a Usāma. 

Quando questi ebbe dieci anni, chiese a suoi genitori di unirsi a loro nella battaglia di Uhud, ma ciò non gli fu permesso, vista l'ostilità di Maometto a che prendessero le armi giovani in età prepuberale. La sua prima esperienza bellica fu quindi, a diciassette anni,  nella battaglia del Fossato (Assedio di Medina).  Durante la battaglia di Hunayn, in cui l'esercito musulmano cadde in un'imboscata, Usāma fu tra i pochi guerrieri che continuarono a combattere assieme al Profeta, contribuendo alla vittoria finale in quello scontro che sembrava destinato a concludersi invece con una sconfitta

### L'epoca di Maometto
Fu la più giovane persona a essere designata alla guida di un gruppo di guerrieri da Maometto.

### L'ultima spedizione di Maometto
Maometto cominciò a mobilitare un grande esercito per entrare nella Siria bizantina nel mese di Safar dell'anno 11 del Egira, sotto il comando proprio di Usāma ibn Zayd. Questa fu l'ultima azione bellica intrapresa dal Profeta e Maometto ordinò agli uomini che dovevano parteciparvi di seguire Usāma e di ubbidire ai suoi comandi.

#### Il ruolo di Usāma come comandante
Sebbene Usāma fosse il figlio di due schiavi affrancati e malgrado avesse solo venti anni, fu nominato da quello che era di fatto suo nonno adottivo comandante delle forze musulmane in partenza per il Bilād al-Shām.  Questo esercito costituiva la seconda compagine armata islamica a scontrarsi con i Bizantini. I musulmani avevano infatti subito uno smacco nella battaglia di Mu'ta, in cui avevano perduto il loro comandante Zayd b. Ḥāritha, padre di Usāma. 
Usāma aspettava gli ordini definitivi di partenza ad al-Jurf, fuori Medina, quando seppe dell'agonia di Maometto. Tornò allora subito in città, poco prima della morte del Profeta.
Con la morte di Maometto, alcuni Compagni tentarono di persuadere Abū Bakr, che era succeduto al Profeta nella sua veste di capo della Umma, di sostituire Usāma come comandante dell'esercito con ʿUmar b. al-Khaṭṭāb, a causa della gioventù del primo, ma Abū Bakr confermò la decisione di Maometto. 

Usāma quindi si mosse verso la Siria, giungendo nella al-Balqāʾ, nello stesso luogo in cui suo padre era caduto da martire, ed effettuò un raid nel villaggio di Ubna (oggi Khān al-Zayt).

## Discendenti
Usāma sposò Fāṭima bt. Qays al-Fihriyya ed ebbe un figlio, Muḥammad b. Usāma.
Non svolse, dopo la sua spedizione in Siria, un'attività politica e militare significativa. Ricevette nel 641 una rendita equivalente a 4000 dirham dal secondo califfo, ʿUmar b. al-Khaṭṭāb, e un feudo ad al-Jurf (lì dove esisteva il pozzo di Biʾr Rūma) dal terzo califfo, ʿUthmān b. ʿAffān. Fu invece in pessimi rapporti con il quarto, ʿAlī b. Abī Ṭālib, di cui non riconobbe il califfato, tanto da essere maltrattato dai suoi sostenitori nella Moschea di Medina.
Morì ad al-Jurf ma fu sepolto a Medina, nel Baqīʿ al-Gharqad, poco distante dal suo feudo.